# Krawara
Krawara [kraˈvara] est un village polonais de la gmina de Chlewiska, du powiat de Szydłowiec et dans la voïvodie de Mazovie dans le centre-est de la Pologne.
Il est situé à environ 7 kilomètres au nord-est de Chlewiska, 6 kilomètres au nord de Szydłowiec et à 105 kilomètres au sud de Varsovie.
Le village compte approximativement 40 habitants en 2008.